# Episodi di In Plain Sight - Protezione testimoni (quarta stagione)
La quarta stagione della serie televisiva In Plain Sight - Protezione testimoni è stata trasmessa in prima visione negli Stati Uniti d'America da USA Network dal 1º maggio al 7 agosto 2011.
In Italia la stagione è andata in onda in prima visione in chiaro su TOP Crime dal 2 marzo al 13 aprile 2015.
| nº | Titolo originale                      | Titolo italiano            | Prima TV USA   | Prima TV Italia |
| -- | ------------------------------------- | -------------------------- | -------------- | --------------- |
| 1  | The Art of the Steal                  | L'arte del furto           | 1º maggio 2011 | 2 marzo 2015    |
| 2  | Crazy Like a Witness                  | Un testimone inattendibile | 8 maggio 2011  | 2 marzo 2015    |
| 3  | Love in the Time of Colorado          | Amore eterno               | 15 maggio 2011 | 9 marzo 2015    |
| 4  | Meet the Shannons                     | Ti presento gli Shannon    | 22 maggio 2011 | 9 marzo 2015    |
| 5  | Second Crime Around                   | Compromessi                | 5 giugno 2011  | 16 marzo 2015   |
| 6  | Something's A-mish                    | Mondi diversi              | 12 giugno 2011 | 16 marzo 2015   |
| 7  | I'm a Liver Not a Fighter             | Donatore cercasi           | 19 giugno 2011 | 23 marzo 2015   |
| 8  | Kumar vs. Kumar                       | Kumar vs. Kumar            | 26 giugno 2011 | 23 marzo 2015   |
| 9  | The Rolling Stones                    | Due fratelli diversi       | 10 luglio 2011 | 30 marzo 2015   |
| 10 | Girls, Interrupted                    | Ragazze interrotte         | 17 luglio 2011 | 30 marzo 2015   |
| 11 | Provo-cation                          | Un incontro inaspettato    | 24 luglio 2011 | 6 aprile 2015   |
| 12 | A Womb With a View                    | Decisioni importanti       | 31 luglio 2011 | 6 aprile 2015   |
| 13 | Something Borrowed, Something Blew Up | Un matrimonio              | 7 agosto 2011  | 13 aprile 2015  |

## L'arte del furto
- Titolo originale: The Art of the Steal
- Diretto da: Dan Lerner
- Scritto da: Ed Decter

### Trama
Mary visita assieme a Marshall la concessionaria di Peter, dove Brandi ha trovato lavoro come venditrice. Mentre è impegnata ad acquistare un'altra Ford Probe usata, i dipendenti si accorgono che alcune auto sono state rubate. Mentre la detective Abigail Chaffee inizia ad occuparsi delle indagini, Mary interroga la sorella in relazione ad un suo coinvolgimento, ma Brandi nega, annunciando di aver ricevuto una proposta di matrimonio da Peter. Durante una cena, i futuri suoceri le propongono un contratto prematrimoniale, provocando la reazione sdegnata del figlio. Prima che Brandi possa dire la sua arriva Abigail con un mandato d'arresto. Per scagionarla Mary indaga per conto suo, coinvolgendo un ladro d'auto finito nel programma di protezione. Intanto Stan è alle prese con la selezione di un nuovo membro da inserire nella squadra.
- Ascolti Stati Uniti: telespettatori 3.867.000[2]

## Un testimone inattendibile
- Titolo originale: Crazy Like a Witness
- Diretto da: Matthew Penn
- Scritto da: Barry Schkolnick

### Trama
Mentre Adam Wilson è impegnato a raccogliere le prove necessarie a dimostrare gli atti di corruzione del proprio datore di lavoro, sua moglie Grace e suo figlio Joey vengono coinvolti in un incidente stradale a seguito del quale la donna perde la vita. Inserito col figlio nel programma di protezione testimoni, l'ex dirigente di una società di sicurezza privata pretende che venga fatta luce sulla morte della moglie. Ben presto l'uomo diventa sempre più paranoico, ritenendo di essere sorvegliato dal suo ex capo Bachman e coinvolgendo Joey nella sua psicosi. Intanto Brandi cerca di convincere Mary a farle da testimone di nozze.
- Altri interpreti: Bradley Whitford (Adam Wilson), Dan Bucatinsky (Fred Zeitlin)
- Ascolti Stati Uniti: telespettatori 3.164.000[3]

## Amore eterno
- Titolo originale: Love in the Time of Colorado
- Diretto da: Michael Schultz
- Scritto da: John Cockrell

### Trama
Il contabile di una società di collocamento di baby sitter di Denver viene messo sotto protezione dopo aver assistito all'omicidio di una ragazza e aver scoperto che l'attività del suo datore di lavoro nascondeva un giro di sfruttamento della prostituzione. Al momento di testimoniare rifiuta però di collaborare quando scopre che il governo è intenzionato ad incriminare anche la moglie del suo ex capo, della quale è segretamente innamorato. Mentre Mary fa avanti e indietro tra il Colorado e il New Mexico per risolvere la situazione, Marshall viene sospeso e costretto a partecipare ad alcune sedute con la psicologa Shelley Finkel per aver aggredito l'istruttore Scalavino.
- Ascolti Stati Uniti: telespettatori 3.177.000[4]

## Ti presento gli Shannon
- Titolo originale: Meet the Shannons
- Diretto da: Jan Eliasberg
- Scritto da: Brynn Malone

### Trama
Sharon Harris chiama urgentemente Mary dopo aver scoperto che la figlia adolescente Beth ha trovato prove della sua precedente identità. Sharon era infatti entrata nel programma di protezione prima della nascita della ragazza, alla quale non aveva mai raccontato che nel 1995, mentre faceva la spacciatrice a San Francisco, aveva assistito ad un conflitto a fuoco tra i suoi complici e alcuni membri della Yakuza. Jinx e Brandi stanno intanto organizzando il pranzo di nozze nel giardino di Mary.
- Ascolti Stati Uniti: telespettatori 2.616.000[5]

## Compromessi
- Titolo originale: Second Crime Around
- Diretto da: Andy Wolk
- Scritto da: Mike Weiss

### Trama
Nel suo giorno libero Mary riceve la visita del suo ex marito Mark Stuber. Dopo essersi liberata di lui accettando un invito a cena, la Shannon coinvolge un collega in un'operazione non autorizzata finalizzata a smascherare Ronnie Dalembert, un truffatore protetto dal programma che aveva ripreso le sue attività criminali. L'uomo riesce però ad evitare il carcere offrendosi di collaborare nell'arresto di un grosso trafficante d'armi caduto nella sua rete. Nel frattempo Marshall e Abigail portano avanti con molta cautela la loro relazione.

## Mondi diversi
- Titolo originale: Something A-mish
- Diretto da: Dan Lerner
- Scritto da: Barry Schkolnick

### Trama
Una banda di motociclisti raggiunge una comunità Amish e ne uccide un membro. Marshall e Mary hanno molte difficoltà nel convincere Sarah, la testimone del delitto, e suo marito Yonni ad abbandonare la loro vita rurale priva di tecnologia ed entrare nel programma di protezione testimoni. Dopo aver sventato un attentato alla vita della giovane, i due coniugi accettano di trasferirsi ad Albuquerque ma l'adattamento alla modernità non è semplice, specialmente per Sarah. Mary, che comincia a notare dei cambiamenti nel proprio corpo, prova ad aiutarla ad inserirsi in un mondo così diverso.
- Ascolti Stati Uniti: telespettatori 3.994.000[6]

## Donatore cercasi
- Titolo originale: I'm a Liver Not a Fighter
- Diretto da: Michael Watkins
- Scritto da: Michael Reisz

### Trama
Quando giunge la notizia che i figli di un testimone protetto possono essere stati localizzati da una banda criminale che un tempo faceva affari con il loro padre, Mary e Marshall vanno a casa dell'uomo e lo trovano incosciente. Un ricovero in ospedale rivela che le disastrose condizioni del suo fegato gli lasciano solo sei settimane di vita. Desideroso di proteggere i propri figli, coi quali ha però un pessimo rapporto, l'uomo autorizza gli ispettori a raggiungerli a Miami per convincerli ad entrare nel programma, ma impone di non rivelare loro la propria condizione. Zeitlin ha però bisogno che il testimone sopravviva fino al processo e l'unica soluzione è un trapianto. La ricerca da parte di Brandi di una foto del padre da inserire in un video per il proprio matrimonio fa discutere le sorelle Shannon relativamente al loro genitore. Mary intanto cerca in tutti i modi di negare il fatto di essere incinta.
- Altri interpreti: Dan Bucatinsky (Fred Zeitlin)
- Ascolti Stati Uniti: telespettatori 3.280.000[7]

## Kumar vs. Kumar
- Titolo originale: Kumar vs. Kumar
- Diretto da: Michael Fields
- Scritto da: Rupa Magge

### Trama
Due testimoni indiani, marito e moglie, cominciano una guerra coniugale che rischia di coinvolgere anche il processo al quale devono partecipare. Mary cerca in tutti i modi di evitare i propri familiari per non far sapere loro di essere incinta.
- Ascolti Stati Uniti: telespettatori 3.603.000[8]

## Due fratelli diversi
- Titolo originale: The Rolling Stones
- Diretto da: David Warren
- Scritto da: Barbara Nance

### Trama
Gli ispettori federali devono riappacificare i fratelli Stone, una coppia di testimoni nella quale uno dei due finisce sempre per mettere nei guai l'altro. Intanto Brandi e Jinx cercano di convincere Mary a rinunciare al suo proposito di dare in adozione il nascituro.
- Ascolti Stati Uniti: telespettatori 3.345.000[9]

## Ragazze interrotte
- Titolo originale: Girls, Interrupted
- Diretto da: Lee Rose
- Scritto da: Natalie Chaidez

### Trama
Marshall e Stan sono alla prese con una cantante adolescente che vorrebbe ricominciare ad esibirsi. Mary, che deve scegliere a quale famiglia affidare il bambino, viene incaricata di riferire un messaggio ad un bizzarro testimone residente in una località sperduta.
- Ascolti Stati Uniti: telespettatori 3.708.000[10]

## Un incontro inaspettato
- Titolo originale: Provo-cation
- Diretto da: Bryan Spicer
- Scritto da: Barbara Nance

### Trama
Per organizzare la protezione di un militare che sei mesi prima in Afghanistan aveva sorpreso alcuni colleghi nell'atto di vendere armi ai talebani, Marshall e Mary vengono affiancati dall'esigente avvocato dell'esercito Lucas Provo. Più che dai rischi delle minacce esterne gli ispettori devono guardarsi dai traumi della guerra e dal senso di colpa dell'uomo per non essere riuscito a proteggere un commilitone.
- Ascolti Stati Uniti: telespettatori 3.343.000[11]

## Decisioni importanti
- Titolo originale: A Womb With a View
- Diretto da: Bethany Rooney
- Scritto da: Natalie Chaidez

### Trama
La Protezione Testimoni scopre che l'ex amante di un criminale iraniano ha nascosto la propria gravidanza al programma. Obbligato a seguire la legge, Stan informa il futuro papà, che fino a quel momento si riteneva sterile. Nel frattempo Mary, che non sa ancora a chi affidare il nascituro, segue la testimone nelle sue attività pre-parto. Brandi intanto cerca di organizzare un casuale incontro tra la sorella e l'ex marito Mark.
- Ascolti Stati Uniti: telespettatori 3.939.000[12]

## Un matrimonio
- Titolo originale: Something Borrowed, Something Blew Up
- Diretto da: Michael Morris
- Scritto da: Mike Weiss

### Trama
Alla vigilia delle nozze di Brandi, Mary viene obbligata a testimoniare riguardo all'indagine che ha avuto per protagonista Ronnie Dalembert. Il processo però non può iniziare a causa dell'assenza di un giurato.
- Ascolti Stati Uniti: telespettatori 4.085.000[13]